# 포트 잭슨 (사우스캐롤라이나주)
포트 잭슨(Fort Jackson)은 사우스캐롤라이나주, 컬럼비아에 있는 미국 육군의 기초군사훈련소로 지정된 주둔지이다.

## 육군훈련소 (USATC)
포트 잭슨 육군훈련소(United States Army Training Center, Fort Jackson)는 베트남 전쟁의 종전 이후, 타이거랜드로 불리는 제4군의 기초군사훈련소를 등을 정리하고 통합한 결과로 1973년 6월 1일에 설립되었다.
2007년 1월 26일, 제4기초전투훈련여단이 제165보병여단, 1월 31일, 제1기초전투훈련여단이 제193보병여단으로 재편성되었다. 제1기초전투훈련여단 예하 제28보병연대 1,2대대는 제13보병 1대대, 60보병 3대대로 변경되었다.
2009년 9월 24일, 버지니아주 포트 유스티스에 설립된 기초군사훈련소로 포트 잭슨 육군훈련소의 제165, 193보병여단, 지도자훈련여단의 관리감독권한이 넘겨졌다.

## 세입
- 포트 잭슨 본부 및 본부대대

### 현재
- 제165보병여단; 2007년 1월 26일, 재소집됨.
- 제193보병여단; 2007년 1월 31일, 재소집됨.
- 지도자훈련여단 (LTB), 장교 교육훈련
- 육군훈련소 육군 예비군 연락팀
- 육군훈련소 육군 국가방위대 연락팀
- 교관 아카데미
- 장병지원학회 (SSS)
- 몽크리프 의무처 (MEDDAC - Moncrief)
- 치의처 (DENTAC)
- 제81사단
- 미국 육군 종교지도자학회(U.S. Army Institue for Religious Leadership)
- 제282군악대
- 콜롬비아 모집대대(Columbia Recruiting Battalion)
- 제369총무대대(369th AG Battalion) AIT
- 포트 잭슨 Family Homes
- 감찰관
- 군수대응센터 (LRC)
- 민간 피트니스 관리 프로그램(Civilian Fitness Wellness Program)
- 장병능력대응센터(Soldier Performance Readiness Center)

### 이전
- 훈련사령부, 1973년 6월 1일
- 훈련소사령부
- 병대사령부 Troop
- 제1기초전투훈련여단; 2007년 1월 31일, 제193보병여단으로 재편성됨.
  - 제13보병, 1대대 (193여단)
  - 제13보병, 2대대
  - 제13보병, 3대대
  - 제28보병, 1대대 → 교육훈련부대 지정 해제 및 해산
  - 제28보병, 2대대 → 교육훈련부대 지정 해제 및 해산
  - 제60보병, 2대대
  - 제60보병, 3대대 (193여단)
  - 제120AG대대 (193여단)
- 제4기초전투훈련여단; 2007년 1월 26일, 제165보병여단으로 재편성됨.
  - 제34보병, 1대대
  - 제34보병, 3대대 (165여단)
  - 제39보병, 2대대
  - 제39보병, 3대대 (165여단)
  - 제39보병, 4대대 (165여단)
  - 제61보병, 1대대
  - 제187병기연대 → 대대로, 2015년 8월 21일 해체됨.[1]
- 빅토리여단; 1998년 1월 1일 ~ 2005/7년, 폐지됨.
  - 태스크포스 빅토리, 사우스캐롤라이나주 포트 잭슨; 1998년 1월 1일 ~ 2005/7년 폐지됨.
    - 본부 중대
    - A 중대
    - B 중대
    - 제282군악대 "Victory" → 기초군사훈련소 직할로.

  - 제120부관대대 (AG) → 193보병여단으로
  - 빅토리 대학 → 폐지됨
  - 교관학교 (Drill Sergeant) → Academy(USADSA)로 시스템 바뀌고 기초군사훈련소 직할로.

## 참고

### 인용
1. ↑  “187th Ordnance Battalion held an inactivation” (영어). Fort Jackson Facebook. 2015년 8월 21일. 2023년 8월 1일에 확인함.

### 자료
- “Fort Jackson”. 《globalsecurity.org》 (영어). 2021년 1월 12일에 확인함.
- “Victory Brigade” (영어). globalsecurity.org. 2023년 8월 1일에 확인함.
- “Task Force Victory” (영어). globalsecurity.org. 2023년 8월 1일에 확인함.
- “4th Basic Combat Training Brigade” (영어). globalsecurity.org. 2023년 8월 1일에 확인함.